# HD 45166
HD 45166 là một sao đôi bao gồm 1 quasi Sao Wolf–Rayet (qWR) và Sao dãy chính loại B, gần cụm sao mở NGC 2244, có vị trí biểu kiến thuộc chòm sao Kỳ Lân. Một ngôi sao quasi Wolf–Rayet là một ngôi sao có quang phổ giống với quang phổ của các sao Wolf–Rayet thực sự, nhưng có khối lượng và độ sáng kém hơn một ngôi sao Wolf–Rayet thực sự. Ngôi sao chính trong hệ sao đôi HD 45166 chính là ví dụ duy nhất về sao qWR.
Năm 2023, ngôi sao chính của HD 45166 được công nhận có từ tính rất mạnh, một trong những sao có khối lượng từ tính lớn nhất được biết đến. HD 41566 có cường độ từ trường lên đến  43 kG, gấp khoảng 43.000 lần cường độ từ trường của Mặt Trời, điều này khiến các nhà khoa học dự đoán cái kết suy sụp thành sao từ của nó, sau một vụ nổ siêu tân tinh loại Ib hoặc IIb.

## Thuộc tính

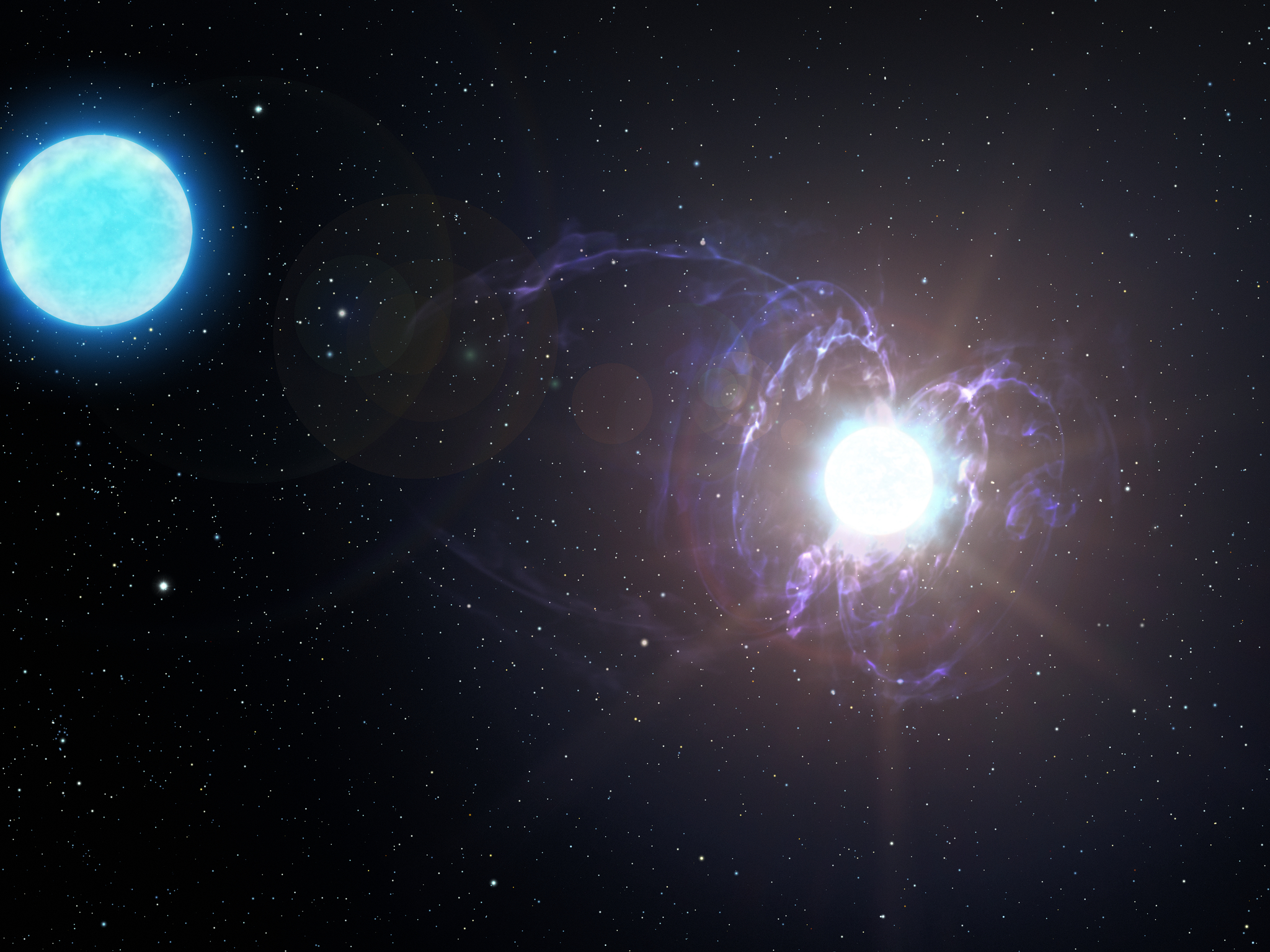
Artist's impression of HD 45166

HD 45166 là một hệ nhị phân được tạo thành từ một ngôi sao gần như Wolf–Rayet nóng, nhỏ và một ngôi sao loại B lớn hơn, có khối lượng lần lượt là 2,03 M☉ và 3,4 M☉. Hai ngôi sao này cách nhau khoảng 10,5 AU và có chu kỳ quỹ đạo quay quanh nhau 1 vòng hết 8.200 ngày hay 22,5 năm. Quỹ đạo có độ lệch tâm vừa phải và nghiêng theo góc nhìn của chúng ta khoảng 49°. Hệ nhị phân HD 45166 được ước tính đã có 105 triệu năm tuổi. Chu kỳ quỹ đạo trước đây được cho là 1,6 ngày
which would have made the primary about 4 M☉, but a 2023 study instead identified this signal as a pulsation mode of the secondary.
The primary qWR star is slightly smaller than the Sun, with a surface temperature of 56,000 K. It is also mostly composed of helium, and is only composed of about 25% hydrogen. Some carbon, nitrogen and oxygen is also present in the star.
The B-type star is about two and a half times the size of the Sun, and has a temperature of about 13,000 K.

## Tiến hóa
It is hard to explain the existence of the exotic qWR primary in HD 45166. A stellar merger from white dwarfs is extremely unstable, and would explode after about 10,000 years. Therefore, the most likely scenario for the creation of the qWR primary would be the merger of two helium stars in a tight binary.
The system likely formed as a triple star system, with a tight inner binary and a distant third star, which is now the B-type star. In the tight binary, the more massive star expanded, and lost its outer layers via mass transfer to the secondary star, becoming a helium star. The same thing then happened to the secondary star of the tight binary, and so both stars became helium stars. Due to unstable mass transfer, a gaseous envelope formed around the two stars, causing them to lose orbital energy via friction, spiral inwards and eventually collide. This merger formed the quasi Wolf–Rayet primary of HD 45166 that we observe today.

### Tương lai
The qWR primary of HD 45166 is currently burning helium in its core. After it has exhausted this, it will likely start shell burning, and expand, forming a supergiant of about 300 R☉ (well within its roche lobe). Then, it will explode in a type Ib or IIb supernova. The remnant will be a neutron star, probably also with a very strong magnetic field, i.e. a magnetar.